# A mendelévium izotópjai
A mendeléviumnak (Md) nincs stabil izotópja, így standard atomtömege nem adható meg.

## Táblázat
| Az izotóp jele | Z(p)                | N(n)                | Az izotóp tömege (u) | felezési idő                 | magspin | jellemző izotóp- összetétel (móltört) | természetes ingadozás (móltört) |
| Az izotóp jele | gerjesztési energia | gerjesztési energia | gerjesztési energia  | felezési idő                 | magspin | jellemző izotóp- összetétel (móltört) | természetes ingadozás (móltört) |
| -------------- | ------------------- | ------------------- | -------------------- | ---------------------------- | ------- | ------------------------------------- | ------------------------------- |
| 245Md          | 101                 | 144                 | 245,08083(35)#       | 0,90(25) ms                  | (1/2−)# |                                       |                                 |
| 245mMd         | 200(100)# keV       | 200(100)# keV       | 200(100)# keV        | 400(200) ms [0,35(+23−16) s] | (7/2+)  |                                       |                                 |
| 246Md          | 101                 | 145                 | 246,08189(35)#       | 1,0(4) s                     |         |                                       |                                 |
| 247Md          | 101                 | 146                 | 247,08164(35)#       | 1,12(22) s                   | 1/2−#   |                                       |                                 |
| 247mMd         |                     |                     |                      | ~0,2 s                       |         |                                       |                                 |
| 248Md          | 101                 | 147                 | 248,08282(26)#       | 7(3) s                       |         |                                       |                                 |
| 249Md          | 101                 | 148                 | 249,08301(24)#       | 24(4) s                      | (7/2−)  |                                       |                                 |
| 249mMd         | 100(100)# keV       | 100(100)# keV       | 100(100)# keV        | 1,9(9) s                     | (1/2−)  |                                       |                                 |
| 250Md          | 101                 | 149                 | 250,08442(32)#       | 52(6) s                      |         |                                       |                                 |
| 251Md          | 101                 | 150                 | 251,08484(22)#       | 4,0(5) perc                  | 7/2−#   |                                       |                                 |
| 252Md          | 101                 | 151                 | 252,08656(21)#       | 2,3(8) perc                  |         |                                       |                                 |
| 253Md          | 101                 | 152                 | 253,08728(22)#       | 12(8) perc [6(+12−3) perc]   | 7/2−#   |                                       |                                 |
| 254Md          | 101                 | 153                 | 254,08966(11)#       | 10(3) perc                   | (0−)    |                                       |                                 |
| 254mMd         | 50(100)# keV        | 50(100)# keV        | 50(100)# keV         | 28(8) perc                   | (3−)    |                                       |                                 |
| 255Md          | 101                 | 154                 | 255,091083(7)        | 27(2) perc                   | (7/2−)  |                                       |                                 |
| 256Md          | 101                 | 155                 | 256,09406(6)         | 77(2) perc                   | (1−)    |                                       |                                 |
| 257Md          | 101                 | 156                 | 257,095541(3)        | 5,52(5) óra                  | (7/2−)  |                                       |                                 |
| 258Md          | 101                 | 157                 | 258,098431(5)        | 51,5(3) nap                  | (8−)#   |                                       |                                 |
| 258mMd         | 0(200)# keV         | 0(200)# keV         | 0(200)# keV          | 57,0(9) perc                 | 1−#     |                                       |                                 |
| 259Md          | 101                 | 158                 | 259,10051(22)#       | 1,60(6) óra                  | 7/2−#   |                                       |                                 |
| 260Md          | 101                 | 159                 | 260,10365(34)#       | 27,8(8) nap                  |         |                                       |                                 |
| 261Md          | 101                 | 160                 | 261,10572(70)#       | 40# perc                     | 7/2−#   |                                       |                                 |
| 262Md          | 101                 | 161                 | 262,10887(63)#       | 3# perc                      |         |                                       |                                 |

## Fordítás
Ez a szócikk részben vagy egészben az Isotopes of mendelevium című angol Wikipédia-szócikk ezen változatának fordításán alapul.  Az eredeti cikk szerkesztőit annak laptörténete sorolja fel. Ez a jelzés csupán a megfogalmazás eredetét és a szerzői jogokat jelzi, nem szolgál a cikkben szereplő információk forrásmegjelöléseként.